# 4773 Hayakawa
4773 Hayakawa è un asteroide della fascia principale. Scoperto nel 1989, presenta un'orbita caratterizzata da un semiasse maggiore pari a 2,6096029 UA e da un'eccentricità di 0,1181379, inclinata di 5,01828° rispetto all'eclittica.